# 太阳山站
太阳山站位于中华人民共和国宁夏回族自治区吴忠市红寺堡区太阳山开发区，是太中银铁路上的火车站，建于2010年，由中国铁路兰州局集团管辖。

## 歷史
- 建于2010年。

## 車站周邊
- 太阳山开发区中心小学
- 吴忠市中医医院分院
- 中国信合太阳山分社
- 中国农业银行太阳山开发区支行
- 中国建设银行太阳山开发区支行

## 外部連結
- 中国铁路客户服务中心（页面存档备份，存于）